# Margarita Robles
María Margarita Robles Fernández (León, 10 novembre 1956) è una giudice e politica spagnola, dal giugno 2018 Ministro della Difesa e dal novembre 2019 al gennaio 2020 anche Ministro degli Affari Esteri. Socialista, eletta al Congresso dei deputati nel maggio 2016, è stata dal maggio 2004 al maggio 2016 giudice presso la Corte suprema.
È stata la prima donna a presiedere un tribunale provinciale (quello di Barcellona) e la prima donna a raggiungere la Corte suprema di Spagna. Ha anche ricoperto la carica di Segretario di Stato per la Sicurezza e la Giustizia durante i governi González.

## Biografia
Figlia di un avvocato, ha studiato alla scuola elementare Teresianas di León. All'età di dodici anni si è trasferita con la famiglia a Barcellona, città dove in seguito si è laureata in legge. Ha un fratello minore che è un medico.
Nel 1981, all'età di 25 anni, è entrata nella carriera giudiziaria, diventando la quarta giudice donna in Spagna. All'età di 26 anni, il suo primo incarico come giudice è stata la città di Balaguer (Lérida), in seguito è stata a San Feliú de Llobregat e a Bilbao. Quando a 34 anni è stata nominata presidente del tribunale provinciale di Barcellona, è stata la prima donna a ricoprire questo incarico.
È stata membro del Consiglio Generale della Magistratura da settembre 2008 a dicembre 2013 su proposta del Partito socialista operaio spagnolo.
Nel maggio 2016 è stata eletta al Congresso dei deputati per il partito PSOE in rappresentanza di Madrid.